# 杉山神社 (横浜市神奈川区片倉)
杉山神社（すぎやまじんじゃ）は、神奈川県横浜市神奈川区片倉五丁目にある神社である。旧村社、神饌幣帛料供進社。

## 祭神
- 大物主命[1]

## 歴史
創建時期は定かではないが、古来より片倉村の鎮守として伝わり、元は同村内元宮という地にあったものを、現在地に遷したと伝えられる。
明治以前は隣接する長遠寺が別当寺であったが、神仏分離の後、明治6年(1873年)村社に列せられ、大正14年(1925年)神饌幣帛料供進社に指定された。
戦後は神奈川区浜町にあった諏訪神社が東神奈川の熊野神社に合併された際、その旧社殿を移し、その他神楽殿、社務所、326坪の境内を有する宗教法人となった。
現在は熊野神社の神職が宮司を兼務している。
昭和33年(1958年)9月社殿御屋根葺替、同44年(1969年)9月社務所を新築。
平成3年(1991年)9月、社殿、神楽殿、手水舎等を新築し、遷座祭を執行した。

## 境内
- 社殿 - 六坪、木造亜鉛葺流造[3]
- 社務所
- 石鳥居一基[3]
- 水屋手洗盤一基[3]
- 獅子石像一対[3]
- 石灯籠一対[3]

## 祭礼
- 1月1日 - 元旦祭 (初詣で)[2]
- 2月第1日曜日 - 祈年祭 (春祭り)[2]
- 10月第1日曜日 - 例大祭[2]
- 12月第1日曜日 - 新嘗祭 (秋祭り)[2]
- 七五三祝祭[1]

## 氏子
- 片倉町全域[3]

## ギャラリー
- 神楽殿
- 手水舎
- 狛犬(向かって左)
- 狛犬(向かって右、子供を抱いている)